# Škoda Transportation
Ne doit pas être confondu avec Škoda Auto ou Škoda Holding A.S.

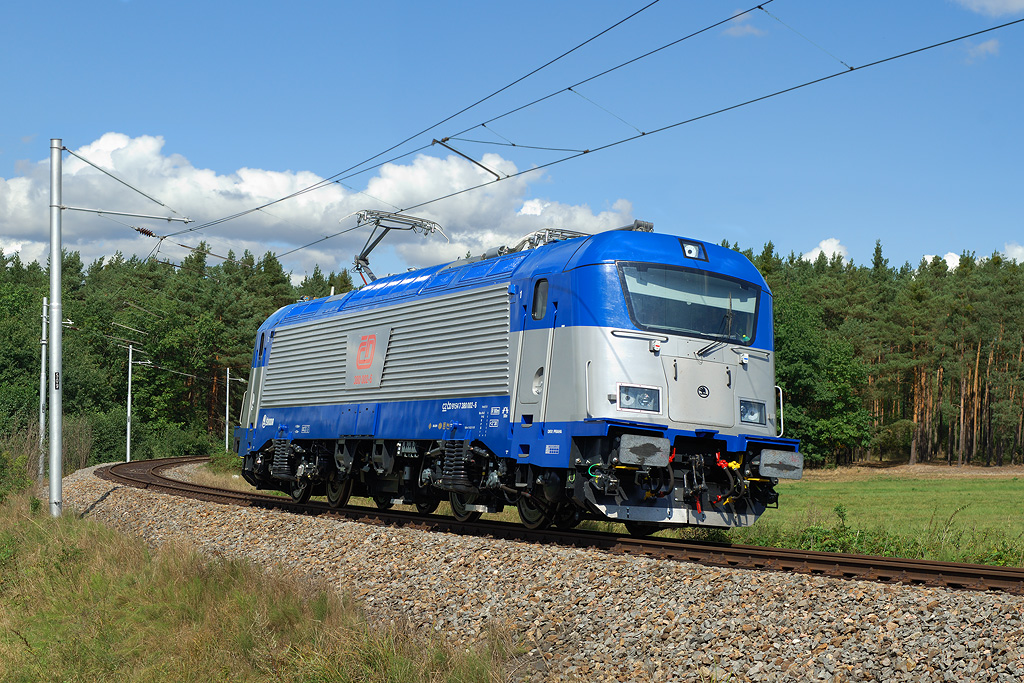
Locomotive Škoda 109E.

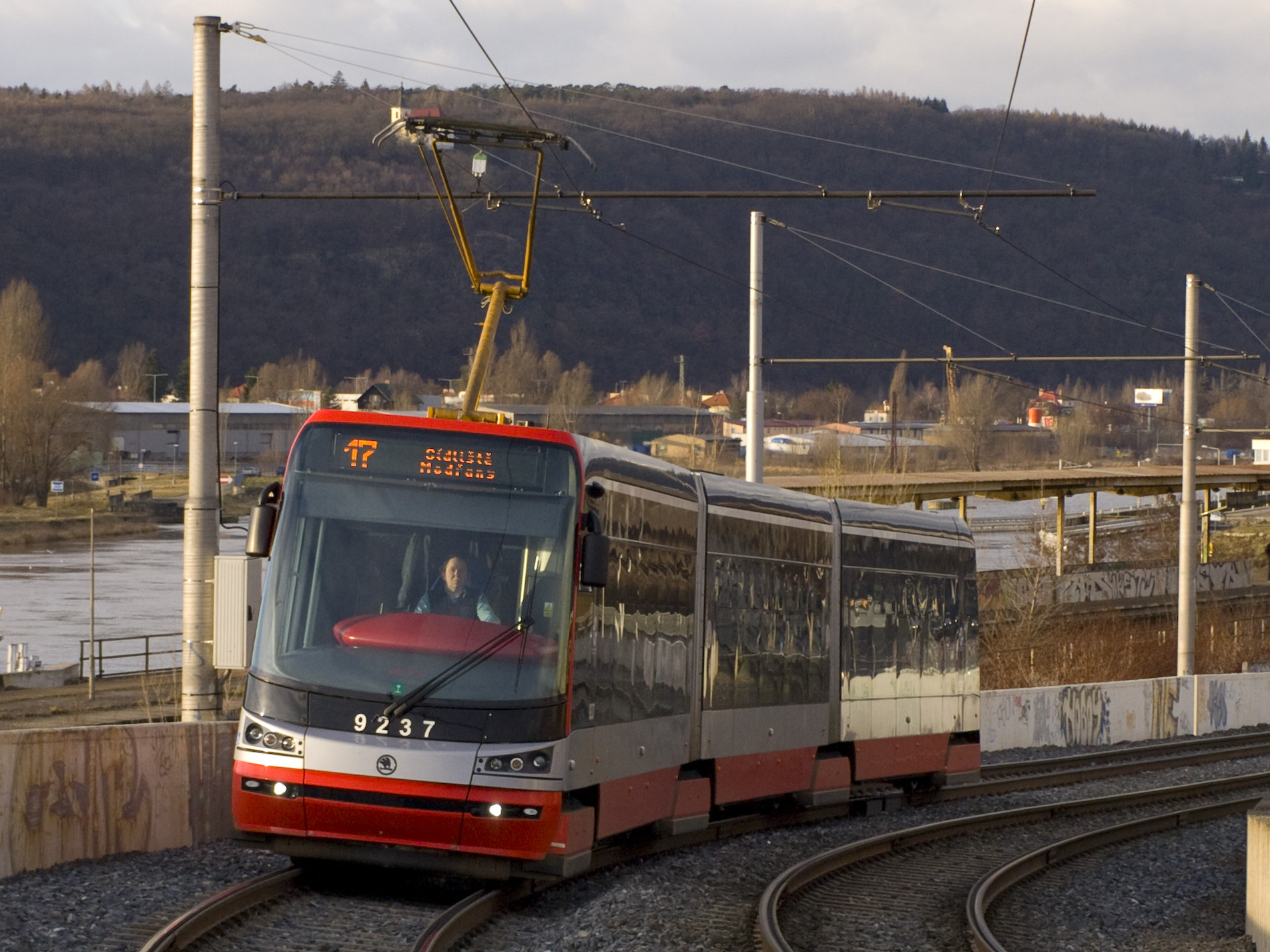
Škoda 15T ForCity tram à Prague.

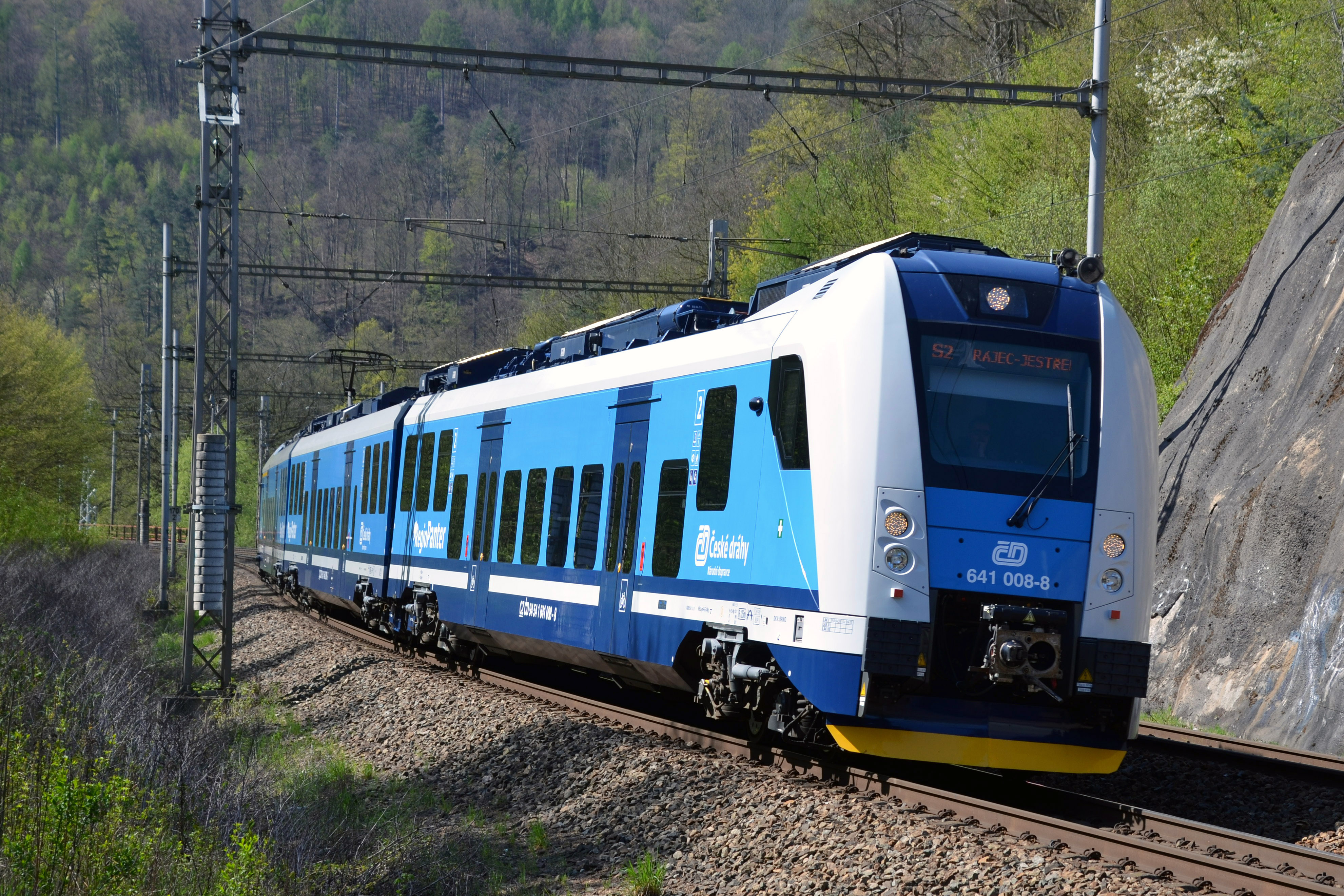
Škoda 7Ev rame train.

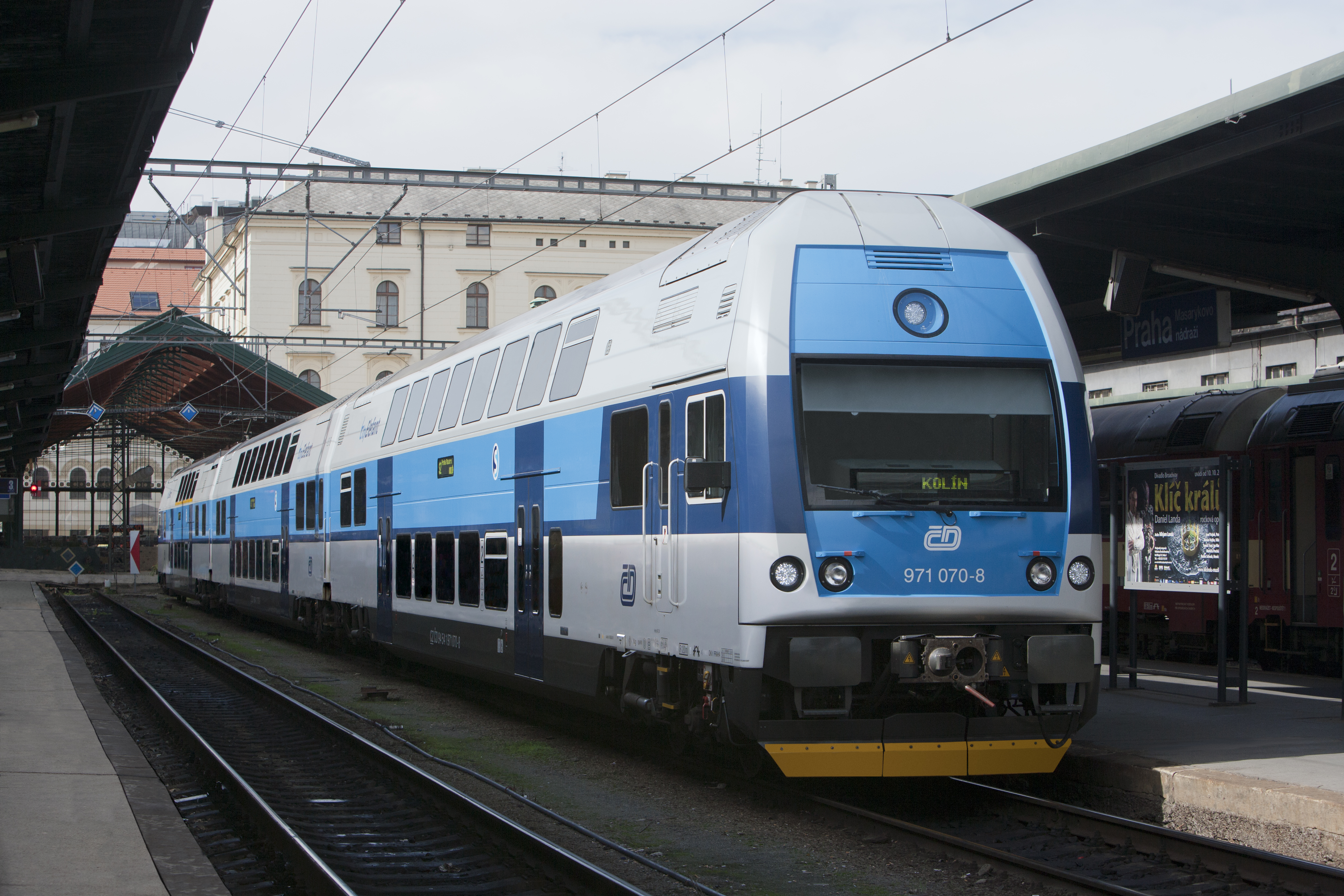
ČD Class 471 rame ferroviaire à deux niveaux.

Škoda Transportation S.A. est une société tchèque de construction mécanique et électrique dont le siège social est implanté à Pilsen, en République tchèque. Elle est spécialisée dans l'ingénierie des transports et fabrique des trains, les tramways et trolleybus. C'est un des plus grands spécialistes mondiaux de la traction électrique.

## Histoire
La société a été créée par Emil Škoda en 1859 à Pilsen, ville située alors dans le royaume de Bohême, dans l'empire d'Autriche et intégré dans la Tchéquie en 1918. La holding Škoda a été divisée en deux branches : Škoda Auto et Škoda Holding.
Le 1er mars 1995, la compagnie Škoda Holding a été renommée Škoda Dopravní Technika s.r.o. et depuis le 10 décembre 2004, elle opère sous le nom Škoda Transportation s.r.o.. Depuis le 1er avril 2009, la société est devenue une société privée par actions.
En 2010, la société Trading RS Sp. z o.o. a été créée en Pologne pour représenter toutes les entreprises de transport Škoda dans le pays. En 2011, Škoda Transportation rachète la société de transport par autobus Autobusová doprava - Miroslav Hrouda s.r.o. de Zbiroh, pour tester les nouveaux autobus hybrides.
En 2013, Škoda Transportation crée une filiale à Munich, en Allemagne, Skoda Transportation Deutschland GmbH pour la vente, l'assistance technique et la maintenance des matériels. Cette société assure le développement des affaires en Allemagne, Autriche et Suisse. Cette même année, Škoda Transportation rachète Lokel, société concepteur et fabricant d'instruments électroniques basé à Ostrava.
En 2014, Škoda Transportation a réalisé un chiffre d'affaires de 16,4 milliards CZK.
En 2015, Škoda démarre son expansion internationale avec la reprise du constructeur ferroviaire finlandais Transtech.
En 2016, il crée une filiale aux États-Unis, sous le nom de Skoda Transportation USA.
En 2021, Škoda est pressenti comme repreneur potentiel de l'usine de trains Alstom de Reichshoffen, qui est une condition de l'Union européenne pour valider le rachat de Bombardier par Alstom.

## Productions
Dans les années 1990, Škoda Dopravní technika a modernisé 26 tramways Tatra T3 de Pilsen pour les transformer en type T3M.0 (Škoda 01T, 1993-1999) et 20 tramways T3 de Liberec pour les transformer en type T3M.04 (Škoda 02T, 1995-1999). En 1997, le premier tramway Škoda 03 T aussi appelé LTM 10.08, « Astra », « Anitra », a été produit et vendu jusqu'en 2006 a cinq sociétés de transports urbains en République tchèque,. D'autres modèles ont suivi, certains exportés. 
Entre 1996 et 2011, Škoda Transportation a modernisé les rames du métro de Prague type 81-71 en 81-71M. En 2003, la société a dévoilé un nouveau prototype de rame de métro : 6 Mt. D'autres contrats comprenaient la production et la modernisation des rames  81-553 (Slavutych) pour Kazan et le Métro de Kiev et fabrique actuellement des rames Ne-va pour le métro de Saint-Pétersbourg. La société produit des locomotives électriques Škoda 109E (en) (séries ČD Class 380 (en) et 381 ZSSK) et modernise des locomotives 71E 71Em (série 163 → 363.5 série ČD Cargo).
DB Regio Oberbayern a commandé en 2013, six locomotives de type 109 E 3 (BR 102) et 36 voitures à deux niveaux. De type Bo'Bo' d'une puissance de 6 400 kW et d'un poids de 89 tonnes, elles sont aptes à 200 km/h et sont affectées au dépôt de Munich Hbf, pour un service Munich - Nuremberg. Ce n'est qu'en 2021, que toute la série a été livrée.

## Škoda Transportation holding
Škoda Transportation est la société mère du groupe qui comprend plusieurs secteurs d'activité d'ingénierie électrique : 
- Škoda Electric, constructeur de matériel électrique de traction pour trolleybus, tramway, locomotive et rames automotrices.
- Škoda Vagonka, constructeur de rames de voitures de chemin de fer à Studénka, près d'Ostrava. La société a été créée en 1900 sous le nom Staudinger Waggonfabrik A.G.
- Škoda City Service, société de services et de maintenance des véhicules de transports en commun de la ville de Pilsen,
- Škoda TVC, entreprise d'usinage,
- Transtech Oy, constructeur finlandais d'autocars à deux étages et de tramways à plancher bas,
- Škoda Pars, entreprise spécialisée dans la transformation et modernisation de wagons ferroviaires,
- Lokel, société spécialisée dans la conception, le développement, la production de systèmes de contrôle et de surveillance des trains (SMTC),
- POLL, société axée sur le développement et la production de systèmes électroniques,
- Sibelektroprivod, fabricant russe de moteurs électriques de traction pour trolleybus et trains,
- Ganz-Skoda Electric, constructeur hongrois de moteurs électriques de traction pour trolleybus.

La holding employait près de 5 600 personnes en 2015, avec un chiffre d'affaires atteignant 17 milliards de couronnes tchèques.

## Autres activités
Škoda Transportation a plusieurs autres activités à son actif comme l'environnement, la recherche et l'innovation. En collaboration avec l'Université de Bohême de l'Ouest à Pilsen, Škoda Transportation gère le Centre des sciences Techmania à Pilsen, qui vise à stimuler l'intérêt des jeunes pour les sciences et la technologie. L'exposition, qui évolue constamment à mesure que de nouveaux programmes sont ajoutés, accueille chaque année des dizaines de milliers d'écoliers et d'étudiants qui apprennent de manière engageante les différents principes des mathématiques et de la physique,.